# Гартвиг, Николай Александрович
Николай Александрович Гартвиг (8 декабря 1922, Дружная Горка, Петроградская губерния, РСФСР — 1978, СССР) — советский футболист, защитник. Мастер спорта СССР.

## Биография
Согласно сведениям, предоставленным заведующей библиотекой пос. Дружная Горка А. Е. Кульковой «Отец Гартвига — из семьи немцев, работавших на стекольном заводе Ритинга в Дружной Горке; мать русская.». «Гартвиг Николай Александрович родился в п. Дружная Горка 8 декабря 1922 г. Учился в Дружногорской средней школе с 1929 года по 1939 год. После окончания школы поступил в лётное училище в г. Ленинград. Был исключён из него, как сын врага народа. Призван служить в Красную Армию. Началась война и Николай Александрович попал в штрафной батальон из-за отца. Сражался на Ленинградском фронте.»
Однако пока не все из вышеперечисленного находит своё документальное подтверждение. Из общедоступных документов военного времени следует, что Гартвиг с начала войны воевал в инженерных войсках: в 236 осб (затем переименован в 265 оиб, из которого затем сформирован 9 оисб 52 исбр) сапёром на Ленинградском фронте, был ранен, награждён медалями «За боевые заслуги» (1943), «За оборону Ленинграда» (1943).
После снятия блокады Гартвига отправили учиться в интендантское училище в г. Омск. Там Николай Александрович и встретил день победы. Закончил войну офицером. Награждён медалью «За победу над Германией в Великой Отечественной войне 1941—1945 гг.».
После демобилизации вернулся в родной посёлок, где стал работать учителем физкультуры в Сиверской средней школе. Гартвиг начал играть в местной футбольной команде, где был замечен и приглашён в «Зенит». На позиции нападающего выступал неудачно и был переведён в центр обороны, а через несколько лет — на фланг. Не обладал скоростными данными, из-за чего часто и жёстко нарушал правила, сам тоже получил немало травм. Всего в 1947—1955 годах сыграл за «Зенит» в чемпионате 153 игры, в Кубке — 13 игр, забил 1 мяч.
Одновременно учился в институте им. Лесгафта. После окончания карьеры игрока до 1968 года был тренером «Зенита», воспитал в том числе Павла Садырина. Трагически погиб в 1978 году.
После смерти Гартвига в Дружной Горке стал проводиться турнир районных футбольных команд на Кубок Гартвига, позже в нём стали принимать участие детские команды, а затем — ветераны. В августе 2003 года в посёлке был установлен памятный знак в честь Гартвига.